# Gustaaf V van Zweden
Oscar Gustaaf Adolf (Slot Drottningholm, 16 juni 1858 – Stockholm, 29 oktober 1950) was van 8 december 1907 tot zijn dood als Gustaaf V  koning van Zweden. Hij was de oudste zoon van koning Oscar II en diens vrouw koningin Sophia van Nassau. Sophia van Nassau was een halfzuster van de latere groothertog Adolf van Luxemburg.

## Jeugd
Gustaaf werd geboren op 16 juni 1858 in het Slot Drottningholm en werd toen meteen verheven tot hertog van Värmland. Gustaaf had alleen jongere broers: Prins Oscar (1859-1953) huwde zonder toestemming van de koning met Ebba van Fulkila Munck, prins Karel (1861-1951) huwde prinses Ingeborg van Denemarken, een dochter van koning Frederik VIII en prins Eugenius (1865-1947) bleef ongehuwd, maar was wel een beroemd schilder. In december 1907 stierf zijn vader Oscar II en zo werd Gustaaf koning van Zweden als Gustaaf V. Gustaaf werd geen koning van Noorwegen want dat was in 1905 onafhankelijk geworden. In Noorwegen zat toen een neef van Gustaaf op de troon, koning Haakon VII.
Gustaaf huwde op 20 september 1881 in Karlsruhe met prinses Victoria van Baden. Victoria was een kleindochter van prinses Sofie van Sleeswijk-Holstein-Gottorp, een dochter van oud-koning Gustaaf IV Adolf van Zweden en diens vrouw koningin Frederika van Baden. Door deze verbintenis werden het huis Bernadotte en het huis Holstein-Gottorp met elkaar verenigd. Het Huis Holstein-Gottorf regeerde over Zweden van 1751 tot 1818. Uit het huwelijk van Gustaaf en Victoria werden drie zonen geboren.

## Publieke leven

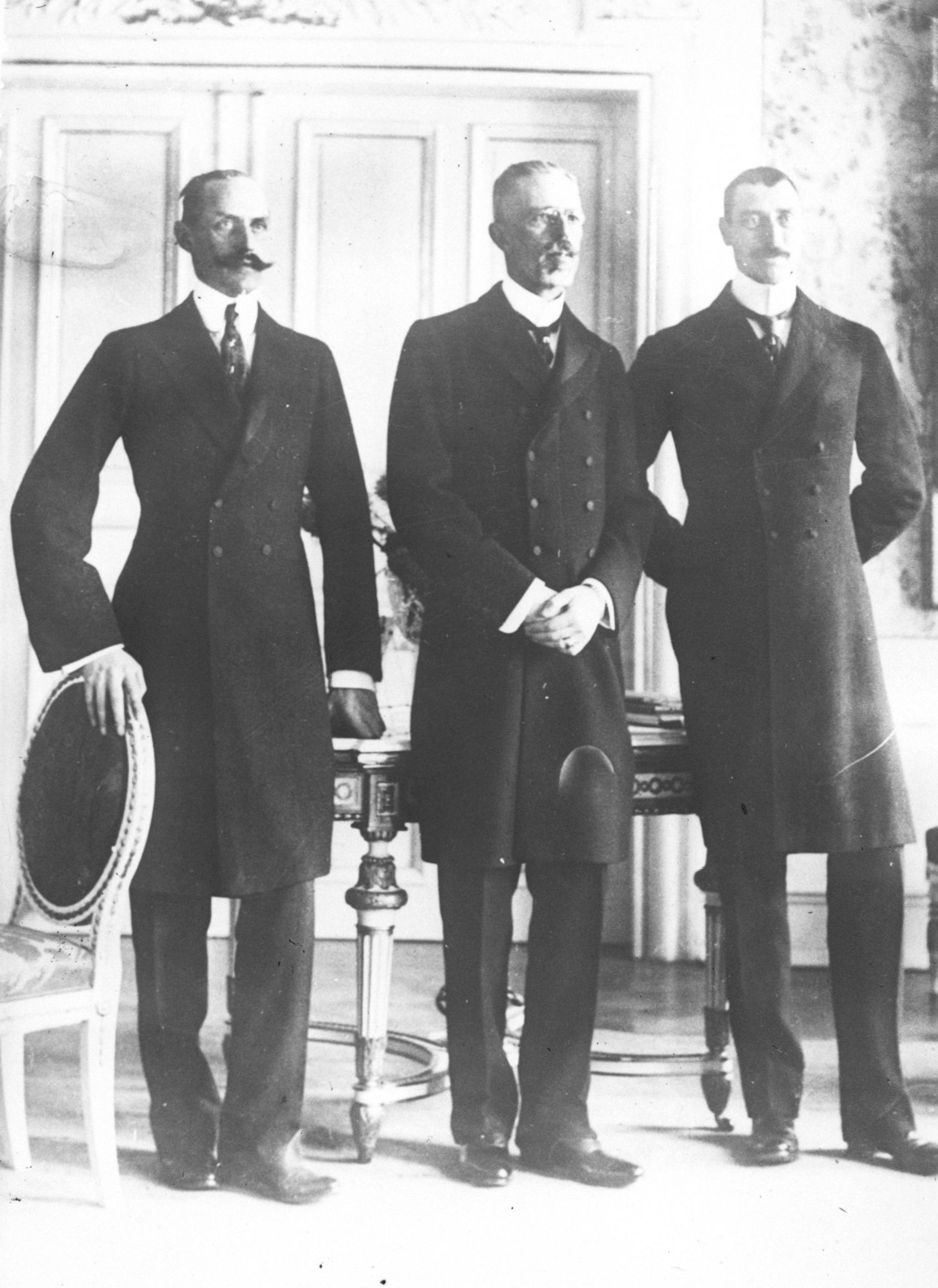
Een ontmoeting tussen de drie Scandinavische staatshoofden in december 1914 te Malmö. Van links naar rechts: koning Haakon VII van Noorwegen, koning Gustaaf V en koning Christiaan X van Denemarken.

Koning Gustaaf V was de laatste Zweedse koning die zich direct bemoeide met de politiek van zijn land. Dit deed Gustaaf in 1914 over de geschillen van de defensiebegroting. Hij was een zeer conservatieve man, en hij keurde de democratische beweging en de eisen voor de rechten van werknemers niet goed. Hij was ook de laatste Zweedse koning die bevelhebber was van de Zweedse Strijdkrachten in de periode tussen 1907 en 1939.
Er werd van Gustaaf gedacht dat hij Duitse sympathieën had tijdens de Eerste Wereldoorlog. Zijn politieke houding tijdens de Eerste Wereldoorlog werd sterk beïnvloed door zijn dominante vrouw, koningin Victoria, die een sterke band had met haar Duitse geboorteland. Op 18 december 1914 had Gustaaf een ontmoeting met de twee andere koningen van Scandinavië, koning Haakon VII van Noorwegen en koning Christiaan X van Denemarken, om eenheid aan te tonen binnen en tussen de Scandinavische landen. Een van Gustaafs andere doelstellingen van deze drie-koningenconferentie was om de vermoedens dat hij aan de Duitse kant van de oorlog stond, te ontkennen.
Zowel de koning als zijn kleinzoon, prins Gustaaf Adolf, hadden sympathie getoond tegenover bepaalde nazileiders vóór de Tweede Wereldoorlog, hoewel duidelijk aantoonbaar enkel voor diplomatieke doeleinden. Gustaaf bezocht tijdens de Tweede Wereldoorlog Berlijn en ook de Duitse leider Adolf Hitler. Volgens historicus Jörgen Weibull probeerde Gustaaf V Hitler ervan te overtuigen om de vervolging van de Joden te verminderen. Hij deed ook een beroep op de leider van Hongarije, om "in de naam van de mensheid" op te staan voor zijn Joden. Op verzoek van de Amerikaanse president Franklin Delano Roosevelt deed Gustaaf V een beroep op Hitler voor vredesonderhandelingen in 1938, "in het belang van de vrede".

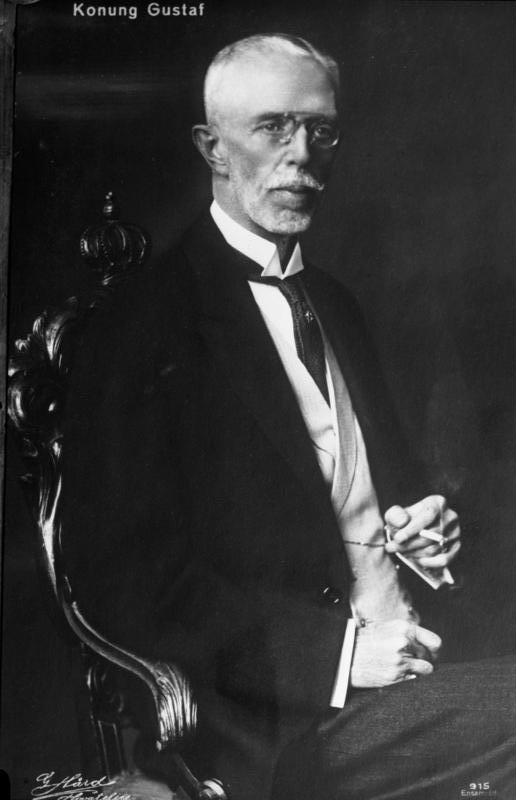
Koning Gustaaf V rond 1925.

Toen nazi-Duitsland de Sovjet-Unie binnenviel in oktober 1941, probeerde koning Gustaaf een privébrief naar Hitler te sturen, om hem te bedanken voor het onderdrukken van de "bolsjewieken pest" en om hem te feliciteren hem met zijn "reeds bereikte overwinningen". Maar hij werd door eerste minister Per Albin Hansson gestopt om dit te doen. Desondanks stuurde Gustaaf V in het geheim en achter de rug om van het parlement, via de Duitse ambassade in Stockholm, een telegram naar Hitler.

## Privéleven
Gustaaf V was een lange en dunne man. Hij droeg een pince-nez en gedurende het grootste deel van zijn tienerjaren had hij een puntige sik en snor. 
Een vermeende seksuele affaire met Kurt Haijby leidde tot de Haijby-affaire: het hof had Haijby grote sommen geld betaald, hij kreeg tot tweemaal toe psychiatrische zorg en hij werd naar nazi-Duitsland gestuurd, waar hij in een gevangenis van de Gestapo werd geplaatst. De koning was waarschijnlijk niet op de hoogte van deze gebeurtenissen, of had er althans niet de hand in. Dit kwam voor het eerst in de openbaarheid via de onderzoeksjournalistiek van schrijver Vilhelm Moberg en hoofdredacteur van Dagens Nyheter Herbert Tingsten.
Gustaaf V was een fervent tennisspeler onder het pseudoniem Mr. G. Als speler en promotor van de sport werd hij in 1980 opgenomen in de Tennis Hall of Fame. De koning leerde tennis spelen tijdens een bezoek aan Engeland in 1876. Toen hij terugkeerde in Zweden richtte hij daar de eerste Zweedse tennisclub op. In 1936 richtte hij de King's Cup op. Tijdens zijn ambtsperiode werd Gustaaf vaak aan de Rivièra gezien, waar hij dan tennis speelde. Tijdens zijn bezoek aan Berlijn ging hij direct na een ontmoeting met Hitler tennissen met de Joodse speler Daniel Prenn. Tijdens de Tweede Wereldoorlog kwam hij op voor betere behandeling voor Davis Cup-sterren zoals Jean Borotra uit Frankrijk en Gottfried von Cramm uit Duitsland, die gevangen waren gezet door de Duitse regering.
Gustaaf V was Ridder in de Spaanse Orde van het Gulden Vlies, Ridder in de Orde van de Kousenband (1905) en kreeg het grootkruis in de Orde van de Toren en het Zwaard.
Koning Gustaaf V van Zweden werd 92 jaar oud en overtrof daarmee keizer Wilhelm I met één jaar als de oudste regerende vorst ooit. Hij had 43 jaar geregeerd. Hij werd opgevolgd door zijn oudste zoon Gustaaf Adolf.

## Huwelijk en kinderen
Op 20 september 1881 huwde hij met Victoria van Baden, dochter van groothertog Frederik I van Baden en groothertogin Louise van Pruisen, een dochter van keizer Wilhelm I van Duitsland en keizerin Augusta van Saksen-Weimar-Eisenach. Het paar kreeg drie zoons:
- Oscar Frederik Willem Olaf Gustaaf Adolf (11 november 1882 – 15 september 1973), koning van Zweden na de dood van zijn vader. Huwde eerst met Margaretha van Connaught en later na de dood van Margaretha met Louise Mountbatten.
- Karel Willem Lodewijk (17 juni 1884 – 5 juni 1965), huwde grootvorstin Maria Paulowna van Rusland, een kleindochter van tsaar Alexander II van Rusland.
- Erik Gustaaf Lodewijk Albert (20 april 1889 – 20 september 1918), hij overleed op de leeftijd van 29 jaar aan de gevolgen van een epidemie van de Spaanse griep. Zijn ouders wisten dat hij stervende was, maar geen van beiden was erbij toen hij stierf.

## Galerij
Hier onder vier foto's van het gezin van koning Gustaaf V.

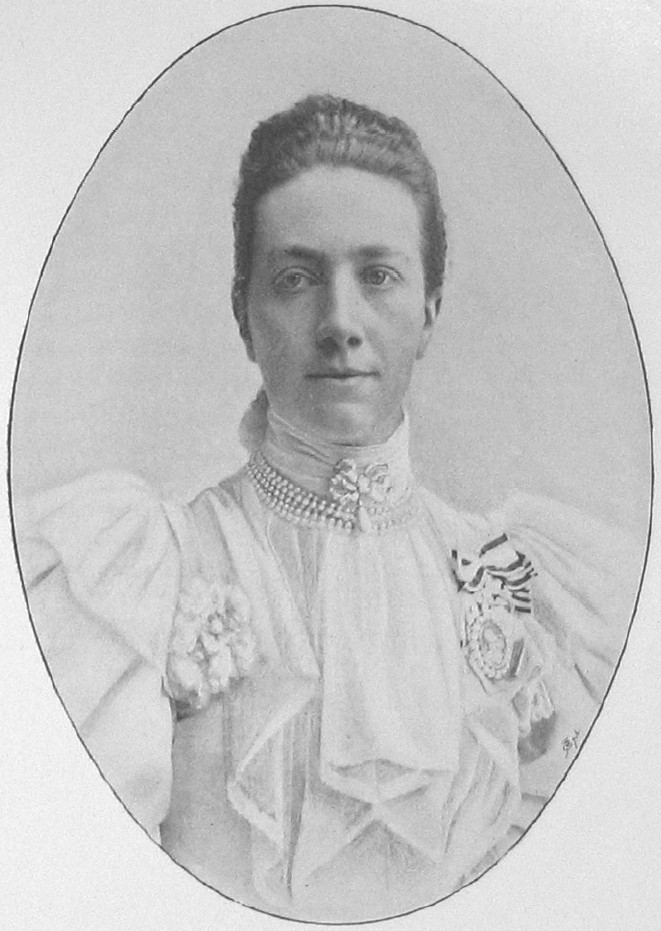
Gustaafs vrouw, koningin Victoria, rond 1890
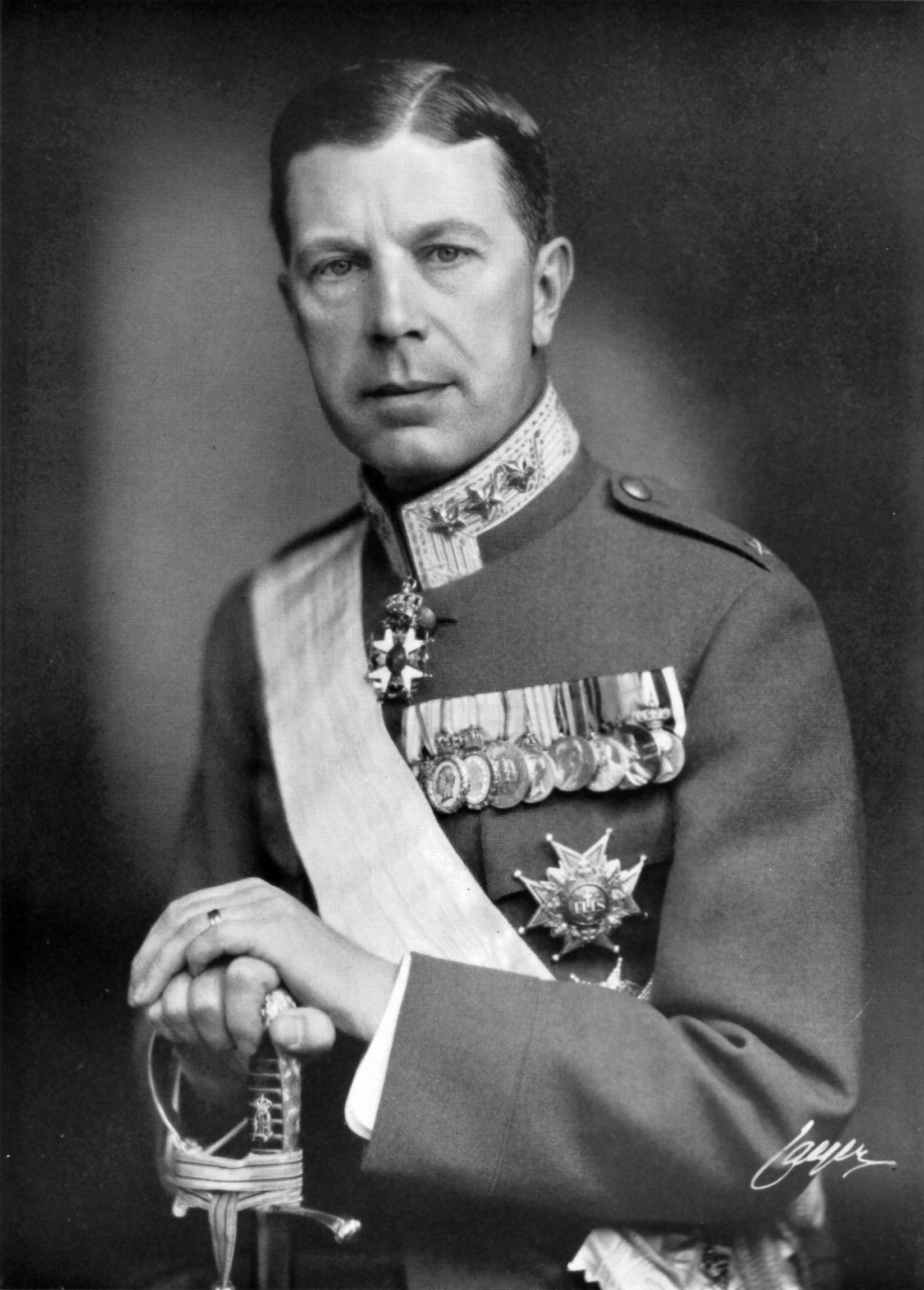
Kroonprins Gustaaf Adolf
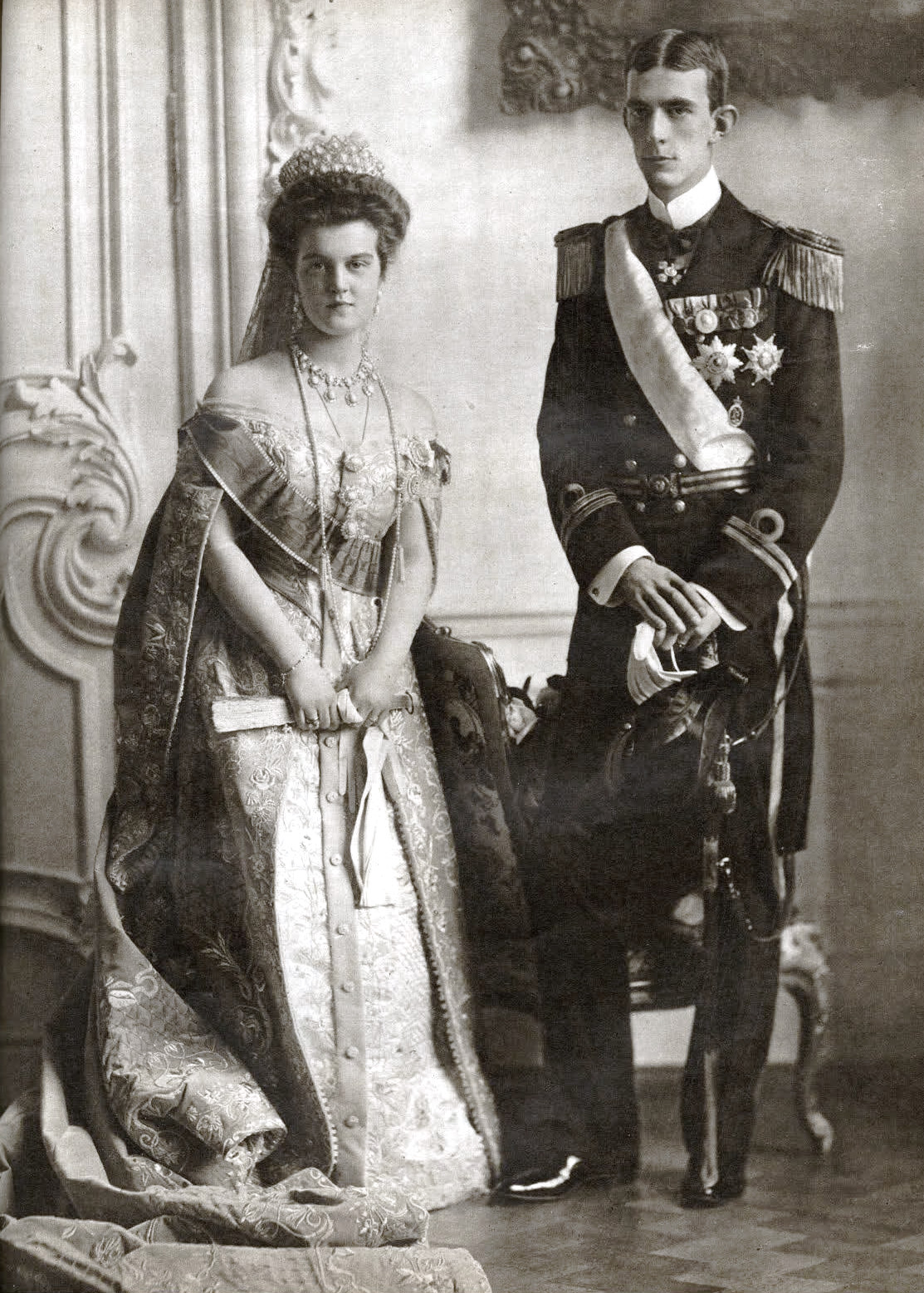
De tweede zoon van Gustaaf V, prins Willem, met zijn vrouw, grootvorstin Maria Paulowna van Rusland
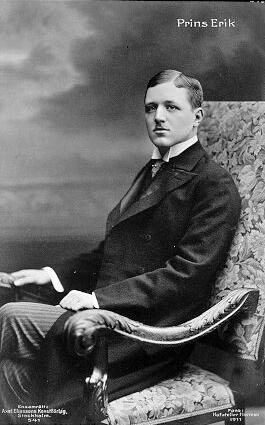
De jongste zoon van koning Gustaaf V, prins Erik

## Kwartierstaat (voorouders)
| Karel XIV Johan van Zweden (1763-1844) | Karel XIV Johan van Zweden (1763-1844) | Karel XIV Johan van Zweden (1763-1844) | Karel XIV Johan van Zweden (1763-1844) | Karel XIV Johan van Zweden (1763-1844) | Karel XIV Johan van Zweden (1763-1844) | Désirée Clary (1777-1860)      | Désirée Clary (1777-1860)      | Désirée Clary (1777-1860)      | Désirée Clary (1777-1860)      | Désirée Clary (1777-1860)       | Désirée Clary (1777-1860)       |                                  |                                  | Eugène de Beauharnais (1781-1824) | Eugène de Beauharnais (1781-1824) | Eugène de Beauharnais (1781-1824)      | Eugène de Beauharnais (1781-1824)      | Eugène de Beauharnais (1781-1824)      | Eugène de Beauharnais (1781-1824)      | Augusta van Beieren (1788-1851)        | Augusta van Beieren (1788-1851)        | Augusta van Beieren (1788-1851) | Augusta van Beieren (1788-1851) | Augusta van Beieren (1788-1851) | Augusta van Beieren (1788-1851) |  |  | Frederik Willem van Nassau-Weilburg (1768-1816) | Frederik Willem van Nassau-Weilburg (1768-1816) | Frederik Willem van Nassau-Weilburg (1768-1816) | Frederik Willem van Nassau-Weilburg (1768-1816) | Frederik Willem van Nassau-Weilburg (1768-1816) | Frederik Willem van Nassau-Weilburg (1768-1816) | Louise van Sayn-Hachenburg (1772-1827) | Louise van Sayn-Hachenburg (1772-1827) | Louise van Sayn-Hachenburg (1772-1827) | Louise van Sayn-Hachenburg (1772-1827) | Louise van Sayn-Hachenburg (1772-1827) | Louise van Sayn-Hachenburg (1772-1827) |                                 |                                 | Paul van Württemberg (1785-1852) | Paul van Württemberg (1785-1852) | Paul van Württemberg (1785-1852)    | Paul van Württemberg (1785-1852)    | Paul van Württemberg (1785-1852)    | Paul van Württemberg (1785-1852)    | Catharine Charlotte van Saksen-Hildburghausen (1787-1847) | Catharine Charlotte van Saksen-Hildburghausen (1787-1847) | Catharine Charlotte van Saksen-Hildburghausen (1787-1847) | Catharine Charlotte van Saksen-Hildburghausen (1787-1847) | Catharine Charlotte van Saksen-Hildburghausen (1787-1847) | Catharine Charlotte van Saksen-Hildburghausen (1787-1847) |  |  |  |  |  |  |  |  |  |  |  |  |  |  |  |  |  |  |  |  |  |  |  |  |  |  |  |  |  |  |  |  |  |  |  |  |  |  |  |  |  |  |  |  |  |  |  |  |
| Karel XIV Johan van Zweden (1763-1844) | Karel XIV Johan van Zweden (1763-1844) | Karel XIV Johan van Zweden (1763-1844) | Karel XIV Johan van Zweden (1763-1844) | Karel XIV Johan van Zweden (1763-1844) | Karel XIV Johan van Zweden (1763-1844) | Désirée Clary (1777-1860)      | Désirée Clary (1777-1860)      | Désirée Clary (1777-1860)      | Désirée Clary (1777-1860)      | Désirée Clary (1777-1860)       | Désirée Clary (1777-1860)       |                                  |                                  | Eugène de Beauharnais (1781-1824) | Eugène de Beauharnais (1781-1824) | Eugène de Beauharnais (1781-1824)      | Eugène de Beauharnais (1781-1824)      | Eugène de Beauharnais (1781-1824)      | Eugène de Beauharnais (1781-1824)      | Augusta van Beieren (1788-1851)        | Augusta van Beieren (1788-1851)        | Augusta van Beieren (1788-1851) | Augusta van Beieren (1788-1851) | Augusta van Beieren (1788-1851) | Augusta van Beieren (1788-1851) |  |  | Frederik Willem van Nassau-Weilburg (1768-1816) | Frederik Willem van Nassau-Weilburg (1768-1816) | Frederik Willem van Nassau-Weilburg (1768-1816) | Frederik Willem van Nassau-Weilburg (1768-1816) | Frederik Willem van Nassau-Weilburg (1768-1816) | Frederik Willem van Nassau-Weilburg (1768-1816) | Louise van Sayn-Hachenburg (1772-1827) | Louise van Sayn-Hachenburg (1772-1827) | Louise van Sayn-Hachenburg (1772-1827) | Louise van Sayn-Hachenburg (1772-1827) | Louise van Sayn-Hachenburg (1772-1827) | Louise van Sayn-Hachenburg (1772-1827) |                                 |                                 | Paul van Württemberg (1785-1852) | Paul van Württemberg (1785-1852) | Paul van Württemberg (1785-1852)    | Paul van Württemberg (1785-1852)    | Paul van Württemberg (1785-1852)    | Paul van Württemberg (1785-1852)    | Catharine Charlotte van Saksen-Hildburghausen (1787-1847) | Catharine Charlotte van Saksen-Hildburghausen (1787-1847) | Catharine Charlotte van Saksen-Hildburghausen (1787-1847) | Catharine Charlotte van Saksen-Hildburghausen (1787-1847) | Catharine Charlotte van Saksen-Hildburghausen (1787-1847) | Catharine Charlotte van Saksen-Hildburghausen (1787-1847) |  |  |  |  |  |  |  |  |  |  |  |  |  |  |  |  |  |  |  |  |  |  |  |  |  |  |  |  |  |  |  |  |  |  |  |  |  |  |  |  |  |  |  |  |  |  |  |  |
|                                        |                                        |                                        |                                        |                                        |                                        |                                |                                |                                |                                |                                 |                                 |                                  |                                  |                                   |                                   |                                        |                                        |                                        |                                        |                                        |                                        |                                 |                                 |                                 |                                 |  |  |                                                 |                                                 |                                                 |                                                 |                                                 |                                                 |                                        |                                        |                                        |                                        |                                        |                                        |                                 |                                 |                                  |                                  |                                     |                                     |                                     |                                     |                                                           |                                                           |                                                           |                                                           |                                                           |                                                           |  |  |  |  |  |  |  |  |  |  |  |  |  |  |  |  |  |  |  |  |  |  |  |  |  |  |  |  |  |  |  |  |  |  |  |  |  |  |  |  |  |  |  |  |  |  |  |  |
|                                        |                                        |                                        |                                        | Oscar I van Zweden (1799-1859)         | Oscar I van Zweden (1799-1859)         | Oscar I van Zweden (1799-1859) | Oscar I van Zweden (1799-1859) | Oscar I van Zweden (1799-1859) | Oscar I van Zweden (1799-1859) |                                 |                                 |                                  |                                  |                                   |                                   | Josephine van Leuchtenberg (1807-1876) | Josephine van Leuchtenberg (1807-1876) | Josephine van Leuchtenberg (1807-1876) | Josephine van Leuchtenberg (1807-1876) | Josephine van Leuchtenberg (1807-1876) | Josephine van Leuchtenberg (1807-1876) |                                 |                                 |                                 |                                 |  |  |                                                 |                                                 |                                                 |                                                 | Willem van Nassau (1792-1839)                   | Willem van Nassau (1792-1839)                   | Willem van Nassau (1792-1839)          | Willem van Nassau (1792-1839)          | Willem van Nassau (1792-1839)          | Willem van Nassau (1792-1839)          |                                        |                                        |                                 |                                 |                                  |                                  | Pauline van Württemberg (1810-1856) | Pauline van Württemberg (1810-1856) | Pauline van Württemberg (1810-1856) | Pauline van Württemberg (1810-1856) | Pauline van Württemberg (1810-1856)                       | Pauline van Württemberg (1810-1856)                       |                                                           |                                                           |                                                           |                                                           |  |  |  |  |  |  |  |  |  |  |  |  |  |  |  |  |  |  |  |  |  |  |  |  |  |  |  |  |  |  |  |  |  |  |  |  |  |  |  |  |  |  |  |  |  |  |  |  |
|                                        |                                        |                                        |                                        | Oscar I van Zweden (1799-1859)         | Oscar I van Zweden (1799-1859)         | Oscar I van Zweden (1799-1859) | Oscar I van Zweden (1799-1859) | Oscar I van Zweden (1799-1859) | Oscar I van Zweden (1799-1859) |                                 |                                 |                                  |                                  |                                   |                                   | Josephine van Leuchtenberg (1807-1876) | Josephine van Leuchtenberg (1807-1876) | Josephine van Leuchtenberg (1807-1876) | Josephine van Leuchtenberg (1807-1876) | Josephine van Leuchtenberg (1807-1876) | Josephine van Leuchtenberg (1807-1876) |                                 |                                 |                                 |                                 |  |  |                                                 |                                                 |                                                 |                                                 | Willem van Nassau (1792-1839)                   | Willem van Nassau (1792-1839)                   | Willem van Nassau (1792-1839)          | Willem van Nassau (1792-1839)          | Willem van Nassau (1792-1839)          | Willem van Nassau (1792-1839)          |                                        |                                        |                                 |                                 |                                  |                                  | Pauline van Württemberg (1810-1856) | Pauline van Württemberg (1810-1856) | Pauline van Württemberg (1810-1856) | Pauline van Württemberg (1810-1856) | Pauline van Württemberg (1810-1856)                       | Pauline van Württemberg (1810-1856)                       |                                                           |                                                           |                                                           |                                                           |  |  |  |  |  |  |  |  |  |  |  |  |  |  |  |  |  |  |  |  |  |  |  |  |  |  |  |  |  |  |  |  |  |  |  |  |  |  |  |  |  |  |  |  |  |  |  |  |
|                                        |                                        |                                        |                                        |                                        |                                        |                                |                                |                                |                                | Oscar II van Zweden (1829-1907) | Oscar II van Zweden (1829-1907) | Oscar II van Zweden (1829-1907)  | Oscar II van Zweden (1829-1907)  | Oscar II van Zweden (1829-1907)   | Oscar II van Zweden (1829-1907)   |                                        |                                        |                                        |                                        |                                        |                                        |                                 |                                 |                                 |                                 |  |  |                                                 |                                                 |                                                 |                                                 |                                                 |                                                 |                                        |                                        |                                        |                                        | Sophia van Nassau (1836-1913)          | Sophia van Nassau (1836-1913)          | Sophia van Nassau (1836-1913)   | Sophia van Nassau (1836-1913)   | Sophia van Nassau (1836-1913)    | Sophia van Nassau (1836-1913)    |                                     |                                     |                                     |                                     |                                                           |                                                           |                                                           |                                                           |                                                           |                                                           |  |  |  |  |  |  |  |  |  |  |  |  |  |  |  |  |  |  |  |  |  |  |  |  |  |  |  |  |  |  |  |  |  |  |  |  |  |  |  |  |  |  |  |  |  |  |  |  |
|                                        |                                        |                                        |                                        |                                        |                                        |                                |                                |                                |                                | Oscar II van Zweden (1829-1907) | Oscar II van Zweden (1829-1907) | Oscar II van Zweden (1829-1907)  | Oscar II van Zweden (1829-1907)  | Oscar II van Zweden (1829-1907)   | Oscar II van Zweden (1829-1907)   |                                        |                                        |                                        |                                        |                                        |                                        |                                 |                                 |                                 |                                 |  |  |                                                 |                                                 |                                                 |                                                 |                                                 |                                                 |                                        |                                        |                                        |                                        | Sophia van Nassau (1836-1913)          | Sophia van Nassau (1836-1913)          | Sophia van Nassau (1836-1913)   | Sophia van Nassau (1836-1913)   | Sophia van Nassau (1836-1913)    | Sophia van Nassau (1836-1913)    |                                     |                                     |                                     |                                     |                                                           |                                                           |                                                           |                                                           |                                                           |                                                           |  |  |  |  |  |  |  |  |  |  |  |  |  |  |  |  |  |  |  |  |  |  |  |  |  |  |  |  |  |  |  |  |  |  |  |  |  |  |  |  |  |  |  |  |  |  |  |  |
|                                        |                                        |                                        |                                        |                                        |                                        |                                |                                |                                |                                |                                 |                                 |                                  |                                  |                                   |                                   |                                        |                                        |                                        |                                        |                                        |                                        |                                 |                                 |                                 |                                 |  |  |                                                 |                                                 |                                                 |                                                 |                                                 |                                                 |                                        |                                        |                                        |                                        |                                        |                                        |                                 |                                 |                                  |                                  |                                     |                                     |                                     |                                     |                                                           |                                                           |                                                           |                                                           |                                                           |                                                           |  |  |  |  |  |  |  |  |  |  |  |  |  |  |  |  |  |  |  |  |  |  |  |  |  |  |  |  |  |  |  |  |  |  |  |  |  |  |  |  |  |  |  |  |  |  |  |  |
|                                        |                                        |                                        |                                        |                                        |                                        |                                |                                |                                |                                |                                 |                                 |                                  |                                  |                                   |                                   |                                        |                                        |                                        |                                        |                                        |                                        |                                 |                                 |                                 |                                 |  |  |                                                 |                                                 |                                                 |                                                 |                                                 |                                                 |                                        |                                        |                                        |                                        |                                        |                                        |                                 |                                 |                                  |                                  |                                     |                                     |                                     |                                     |                                                           |                                                           |                                                           |                                                           |                                                           |                                                           |  |  |  |  |  |  |  |  |  |  |  |  |  |  |  |  |  |  |  |  |  |  |  |  |  |  |  |  |  |  |  |  |  |  |  |  |  |  |  |  |  |  |  |  |  |  |  |  |
|                                        |                                        |                                        |                                        |                                        |                                        |                                |                                |                                |                                |                                 |                                 | Gustaaf V van Zweden (1858–1950) | Gustaaf V van Zweden (1858–1950) | Gustaaf V van Zweden (1858–1950)  | Gustaaf V van Zweden (1858–1950)  | Gustaaf V van Zweden (1858–1950)       | Gustaaf V van Zweden (1858–1950)       |                                        |                                        | Oscar Bernadotte (1859-1953)           | Oscar Bernadotte (1859-1953)           | Oscar Bernadotte (1859-1953)    | Oscar Bernadotte (1859-1953)    | Oscar Bernadotte (1859-1953)    | Oscar Bernadotte (1859-1953)    |  |  | Karel van Zweden (1861-1951)                    | Karel van Zweden (1861-1951)                    | Karel van Zweden (1861-1951)                    | Karel van Zweden (1861-1951)                    | Karel van Zweden (1861-1951)                    | Karel van Zweden (1861-1951)                    |                                        |                                        | Eugenius van Zweden (1865-1947)        | Eugenius van Zweden (1865-1947)        | Eugenius van Zweden (1865-1947)        | Eugenius van Zweden (1865-1947)        | Eugenius van Zweden (1865-1947) | Eugenius van Zweden (1865-1947) |                                  |                                  |                                     |                                     |                                     |                                     |                                                           |                                                           |                                                           |                                                           |                                                           |                                                           |  |  |  |  |  |  |  |  |  |  |  |  |  |  |  |  |  |  |  |  |  |  |  |  |  |  |  |  |  |  |  |  |  |  |  |  |  |  |  |  |  |  |  |  |  |  |  |  |

Erik VI · Olaf II · Anund Jacob · Emund · Stenkil · Erik VII · Erik VIII · Halsten · Haakon · Inge I · Sven · Erik Årsäll · Filips · Inge II · Ragnvald · Magnus · Sverker I · Erik IX · Karel VII · Knoet I · Sverker II · Erik X · Johan I · Erik XI · Knoet II · Waldemar I · Magnus I · Birger I · Magnus II · Albrecht · Margaretha · Erik XIII · Christoffel · Karel VIII · Christiaan I · Johan II · Christiaan II · Gustaaf I · Erik XIV · Johan III · Sigismund · Karel IX · Gustaaf II Adolf · Christina · Karel X Gustaaf · Karel XI · Karel XII · Ulrike Eleonora · Frederik · Adolf Frederik · Gustaaf III · Gustaaf IV Adolf · Karel XIII · Karel XIV Johan · Oscar I · Karel XV · Oscar II · Gustaaf V · Gustaaf VI Adolf · Carl Gustaf XVI
- Bibsys: 90518585
- Biblioteca Nacional de Chile: 000927461
- Bibliothèque nationale de France: cb10020889c (data)
- Gemeinsame Normdatei: 118719548
- International Standard Name Identifier: 0000 0000 5160 0461
- KulturNav: 56c49a93-266e-42e5-ba1d-7b61890a5144
- Library of Congress Control Number: n83136167
- National Archives and Records Administration: 10569492
- Nationale Bibliotheek van Israël: 987007436842505171
- Nationale Bibliotheek van Polen: a0000001818686
- Nederlandse Thesaurus van Auteursnamen: 070529981
- LIBRIS: 58088
- SNAC: w65f328d
- Système universitaire de documentation: 058654399
- Museum of New Zealand Te Papa Tongarewa: 69985
- Virtual International Authority File: 46749445
- WorldCat: E39PBJrKVFCFMqdkwHXphJM9Dq